# 右藤綾子
右藤 綾子（うとう あやこ）は、日本の歌手。

## 略歴・人物
Ayaの名前で2000年に浅野ケンとユニットVirgin Berryを結成し、2003年6月にはメジャーデビューを果たしたが、その後に無期限活動休止。現在はソロシンガーとしてインディーズで活動中。2006年には所属するイズディスラブが運営するSQUALO RECORDから初のソロCDを発売した。日本デザイナー学院出身。
2006年10月から開運音楽堂（TBS）にリポーターとして出演中。「右藤綾子の小屋めぐり」という看板コーナーを担当している。
2006年 春、2枚のミニアルバム『あやこうた＊1』・『あやこうた＊2』をリリース。
ラジオCM・テレビCM(2006年〜現在までに明治チョコレート ジングル
TV・WEBCMタカラトミー、アデランス、オレンジページ、日清オイリオ、理研食品、TOYOTA Vitz etc...)等、ON AIR。
2007年 3月には、プロ野球横浜DeNAベイスターズ専属チアチームdianaの公式テーマ曲制作のオファーを受け、つきのめがみを書き下ろし、球場などでファンを喜ばせた。
2007年 11月に『右藤綾子』として初のシングルらじこんがーるを全国発売。
2008年 7月にはグラビアアイドルの鹿谷弥生のテーマソングを制作。（『鹿谷弥生〜弥生とbutterflyとあなた〜』に収録）そして、ライブ活動を行うと同時に、デザイナー・イラストレーターとしても活躍中。また、モーニング娘。や安倍なつみやメロン記念日、真野恵里菜の仮歌レコーディング。コーラスでCD収録参加。さらに、ナレーション・CMボイスロゴ・音源制作も精力的に活動中。
2009年8月新曲桜雨iTunes・カラオケDAM配信決定！12月『桜雨』全国発売開始
2010年3月YAMAHA嬬恋ライブに出演。
7月『国連の友Asia-Pacific』@大阪USJに出演
11月『倉敷市JFEフェスタ』に出演
2011年ライブ、ナレーション・CMボイスロゴのお仕事をこなしながら新しいCDの音源制作。
12月自主制作CD『デモ右藤。』をBirthdayLiveで販売。
2012年童謡コンピレーションアルバムに参加、朧月夜を収録。4月4日発売。
全国地方競馬全国協会公式キャラクター『GO馬君』の声を担当。

## 右藤綾子 名義

### シングル
- 1st らじこんがーる/ほしのたね（2007年11月28日）
- 2nd 桜雨（2009年12月2日）＊但し、2009年8月26日iTunes先行発売

### ミニアルバム
- あやこうた*1（2006年2月14日）
- あやこうた*2（2006年3月28日）

### DVD
- あやこみち*1（2007年7月28日）

## Virgin Berry 名義

### シングル
- Virginity（2000年8月16日）
- Till the End of Time 〜がんばれ!川崎フロンターレ Back to J1!!（2001年9月16日）
- LOVE ESSENCE（2003年6月25日）

### コンピレーション
- amante（2002年7月21日）※12曲中2曲に参加

## テレビ
- 開運音楽堂（TBSテレビ）（土あさ4:50 - 5:15）